# Saint-Léger-de-Montbrun
Saint-Léger-de-Montbrun település Franciaországban, Deux-Sèvres megyében. Lakosainak száma 1257 fő (2022. január 1.). Saint-Léger-de-Montbrun Saint-Cyr-la-Lande, Louzy, Pas-de-Jeu, Saint-Martin-de-Mâcon, Thouars, Curçay-sur-Dive és Plaine-et-Vallées községekkel határos.

## Népesség
A település népessége az elmúlt években az alábbi módon változott:
| Lakosok száma | 1252 | 1272 | 1296 | 1264 | 1262 | 1261 | 1260 | 1257 | 1257 |
|               | 2013 | 2015 | 2016 | 2017 | 2018 | 2019 | 2020 | 2021 | 2022 |